# 7415 Susumuimoto
7415 Susumuimoto (1990 VL8) là một tiểu hành tinh vành đai chính được phát hiện ngày 14 tháng 11 năm 1990 bởi T. Seki ở Geisei.